# Dominick Lagonegro
Dominick John Lagonegro (ur. 6 marca 1943 w White Plains, Nowy Jork) – amerykański duchowny katolicki, biskup pomocniczy Nowego Jorku w latach 2001–2018.

## Życiorys
Święcenia kapłańskie otrzymał z rąk kardynała Terence'a Cooke'a w dniu 31 maja 1969 i inkardynowany został do archidiecezji Nowy Jork. Pełnił funkcje duszpasterskie w północnych dzielnicach miasta. W 1997 został wikariuszem biskupim dla wikariatu Dutchess County.
30 października 2001 mianowany biskupem pomocniczym Nowego Jorku ze stolicą tytularną Modrussa. Sakry udzielił mu kard. Edward Egan. Pełnił funkcje proboszcza w Newburgh, wikariusza dla rejonu Orange County, a także wikariusza generalnego dla północnych wikariatów archidiecezji.
2 lipca 2018 przeszedł na emeryturę.